# Kingston upon Hull West and Hessle
La circonscription de Kingston upon Hull West and Hessle   est une circonscription située dans le East Yorkshire et représentée à la Chambre des communes du Parlement britannique.